# Kern van Edinger-Westphal
De kern van Edinger-Westphal of de nucleus accessorius nervi oculomotorii is de oorsprongskern van de parasympathische zenuwvezels van de derde hersenzenuw, de nervus oculomotorius. De kern ligt ter hoogte van de colliculus superior in het rostrale deel van het mesencephalon (middenhersenen). Daar ligt de kern net achter de nucleus nervi oculomotorii, de belangrijkste motorische kern van de nervus oculomotorius, en anterolateraal van de aquaeductus mesencephali. Het is de meest rostraal gelegen parasympathische hersenkern in de hersenstam.
De kern is vernoemd naar de ontdekkers van de kern, de Duitse neuroloog Ludwig Edinger (1855-1918), die de kern in 1885 voor het eerst zag bij een foetus,, en de Duitse psychiater en neuroloog Carl Friedrich Otto Westphal (1833-1890), die de kern in 1887 ook bij een volwassene wist aan te tonen.
De kern is verantwoordelijk voor de pupilreflex en daarmee voor de aanpassing van het oog op lichtinval en naderende objecten (ten behoeve van de accommodatie van het oog). Informatie verkrijgt de kern bij belichting van het oog via een van de twee nervi optici en via de tractus opticus, die het signaal doorstuurt naar de nucleus praetectalis. Deze staat via interneuronen in verbinding met de kernen van Edinger-Westphal beiderzijds, waarna beiderzijds via de nervus oculomotorius de musculus sphincter pupillae wordt aangestuurd om de pupil te vernauwen. Zo is de kern van Edinger-Westphal de belangrijkste spil in de consensuele lichtreflex.
Bij uitval van de kern van Edinger-Westphal vervalt de parasympathische innervatie van de pupil en krijgt de orthosympathische innervatie en daarmee de musculus dilatator pupillae de overhand. Hierdoor wordt een pupil wijd. Tevens is de pupil dan bij accommodatie van het oog niet in staat om voldoende te vernauwen om te zorgen voor een scherp beeld op het netvlies.